# Виталис, Георгиос
Георгиос Виталис (греч. Γεώργιος Βιτάλης; 1838, Тинос — 1901, Александрия) — греческий скульптор второй половины 19-го века.

## Биография
Георгиос Виталис родился в 1838 году, в селе Истерния греческого острова Тинос. Его отец был архитектором самоучкой. В возрасте пятнадцати лет Виталис последовал за отцом в османскую Смирну, где отец получил подряды на строительство неоклассических домов для богатых греческих жителей города.
У Георгиоса проявились способности и желание стать скульптором и в девятнадцатилетнем возрасте, тайком от отца, он уехал в Афины.
Здесь он работал и учился скульптуре (1857—1861) в мастерской своих двоюродных братьев, скульпторов Георгия и Лазароса Фиталиса.
Позже, получив поощрение королевы Амалии и стипендию (бывшего) короля Баварии Людвига, Виталис продолжил учёбу в Мюнхенской академии художеств, у Макса фон Виднмана (Max von Widnmann, 1812—1895). В годы своей учёбы, Виталис неоднократно получал призы и получил также «медаль Почёта» баварского короля.
По завершении учёбы, Виталис отказался от лестного предложения баварского королевского двора остаться преподавателем в Мюнхенской академии.
Он вернулся в Грецию и обосновался в 1870 году в, близлежащем к его родному острову, городу Эрмуполис, на острове Сирос.
Остров Сирос в тот период переживал расцвет и предприниматели и судовладельцы Эрмуполиса строили значительное число неоклассических зданий и заказывали большое число скульптурных работ. Это повлияло на решение Виталиса обосноваться в Эрмуполисе и, не в последнюю очередь, решение скульптора было связано с приглашением местного предпринимателя Вафиадакиса.
Виталис прожил на Сиросе большую часть своей творческой жизни и оставил на острове множество своих произведений.
Среди них выделяются музыкальная эстрада перед зданием муниципалитета Эрмуполиса, с барельефами Аполлона и 9 муз, и мраморный иконостас церкви Святого Николая, один из самых красивых иконостасов подобного рода в Греции.
К концу своей жизни и приняв заказ на изготовление мавзолея и памятника греческому меценату Георгию Аверофф, Виталис отправился в Александрию, Египет.
Здесь, в Александрии, Виталис умер в 1901 году.

## Работы

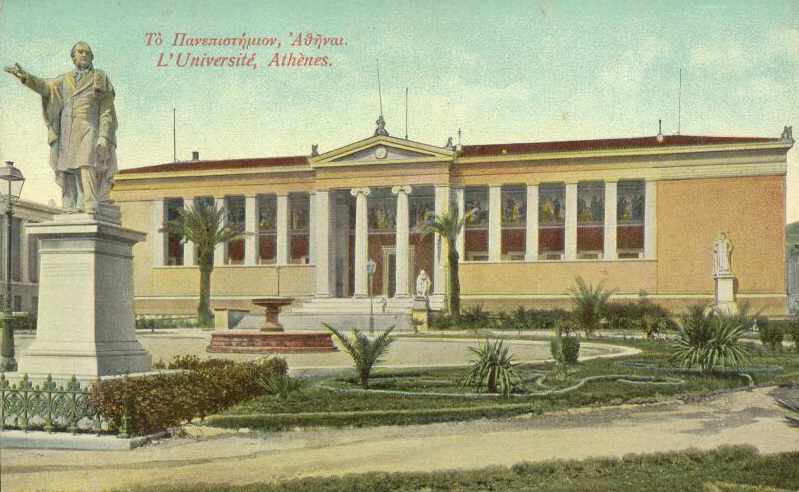
Памятник Гладстону перед зданием Афинского университета.

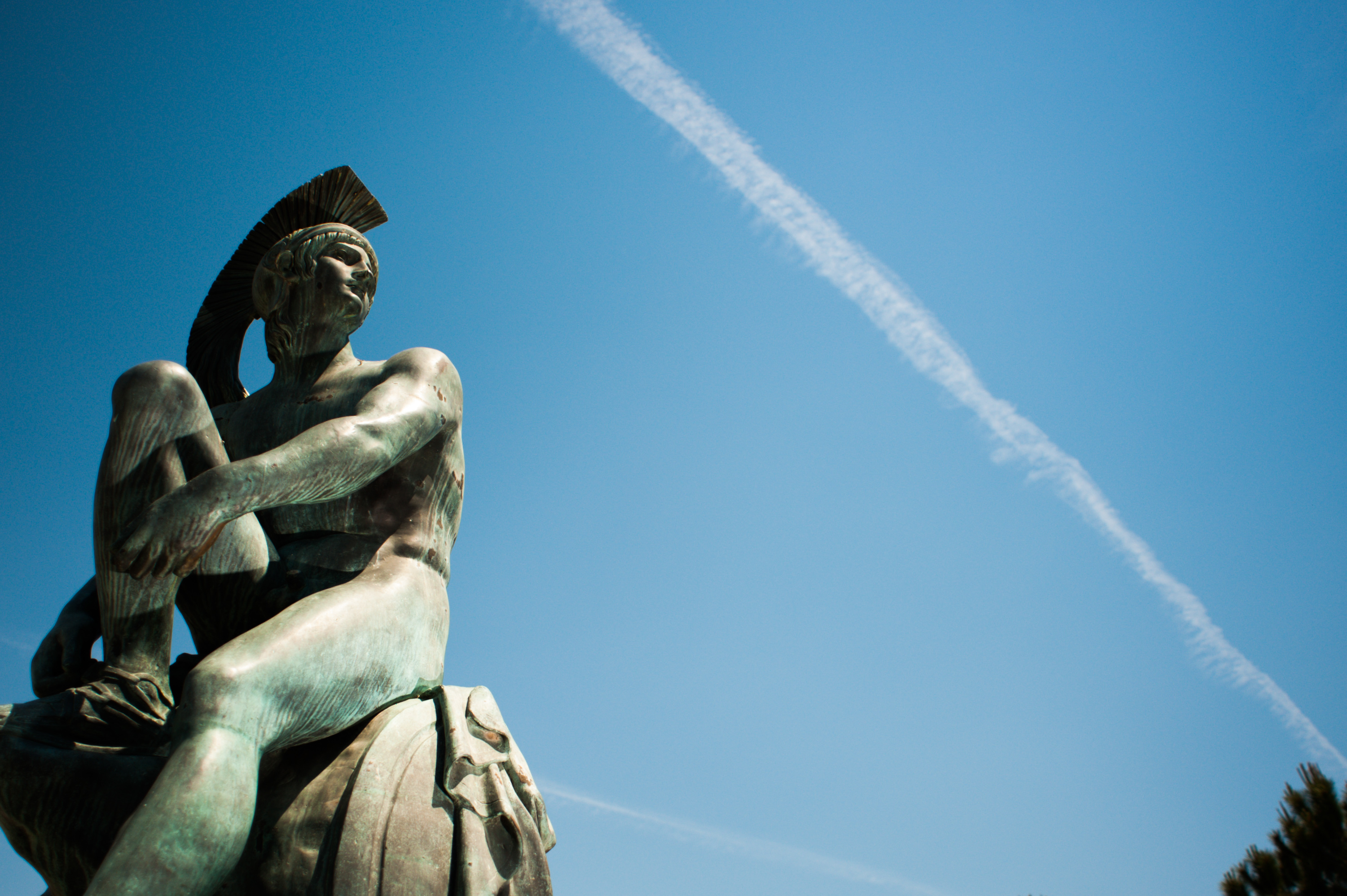
Статуя Тесея.

Георгиос Виталис считается представителем немецкого неоклассицизма в Греции. Его работы были награждены золотыми и серебряными медалями на выставках «Олимпия» (Афины), в Риме и Париже. Его скульптуры в натуральный рост, изображающие Орфея, Париса, Тесея, Эдипа, Гектора, Канариса украшали залы дворцов королевы Ольги, Софии Трикупи и Стефаноса Скулудиса.
Статуя «Тесей» в 2012 году была установлена на площади при выходе из станции «Тисион» афинского метрополитена.
В 1881 году Виталис выиграл конкурс на изготовление памятника Байрону в городе Месолонгион. Памятник установлен в «Парке героев» города.
В 1883 году Виталис выиграл конкурс на изготовление памятника английскому политику Гладстону (Гладстон, Уильям 1809—1898), которого в Греции считают филэллином. Виталис посетил Гладстона в Англии, чтобы на месте увидеть политика и изучить детали будущего памятника. Изготовление статуи завершилось в 1886 году, но официальное открытие памятника состоялось 24 июня 1900 года. Памятник был установлен на постаменте у здания Афинского университета.